# Kees Brands
Kees Brands (Goirle, 6 augustus 1946 – 6 november 2021) was een Nederlands voetballer.

## Carrière
Brands begon met voetballen bij het Goirlese VOAB. Op jonge leeftijd verhuisde hij naar de jeugdopleiding van Willem II. Brands maakte in het seizoen 1966/1967 zijn debuut in het betaalde voetbal. Het was uiteindelijk ook zijn enige seizoen als voetballer, na dat seizoen besloot Brands terug te keren naar VOAB. Na zijn voetbalcarrière heeft Brands diverse functies bekleedt binnen VOAB.  Hij is oprichter van de technische commissie van VOAB, was lid van de sponsorcommissie en zelf sponsor. Kees was ook jeugdtrainer van de D-pupillen van VOAB en hij was jarenlang actief als teammanager van VOAB 1. Uiteindelijk werd hij hiervoor ook nog beloond door de titel erelid te krijgen van de club.
Kees Brands leed de laatste jaren van zijn leven aan de ziekte van Alzheimer. Hij overleed op 6 november 2021 op 75-jarige leeftijd.